# Durupınar

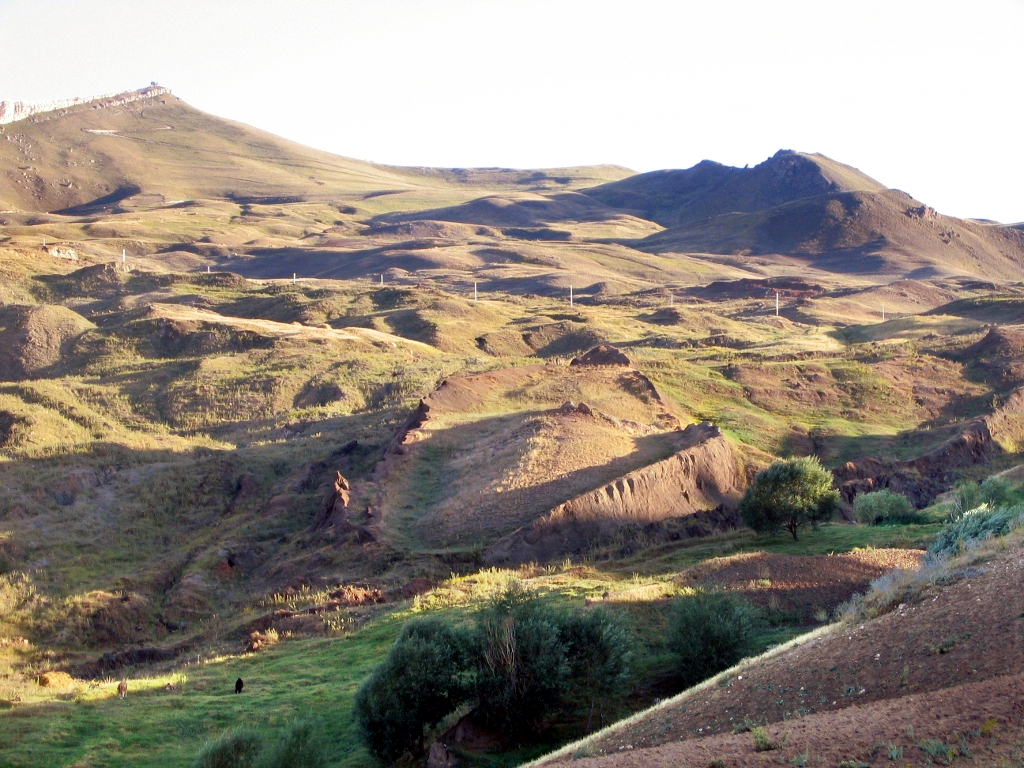
Le site de Durupınar, avec la structure en forme de bateau

Le site de Durupınar est un site montagneux en forme de bateau situé au nord-est de la Turquie, dans les monts Tenderuk. Il a été baptisé d'après le nom d'İlhan Durupınar, un capitaine de l'armée turque qui identifia cette formation rocheuse lors d'une mission aérienne de cartographie menée pour le compte de l'OTAN, en 1959. Nombreux sont ceux qui, jusqu'à aujourd'hui, estiment qu'il s'agit des traces laissées par l'arche de Noé, qui se serait échouée dans la région selon la Bible.
Le site se trouve près d'un village appelé Uzengili et du mont Maşer Dağı, à environ trois kilomètres au nord de la frontière iranienne, à quinze kilomètres de Doğubeyazıt, dans la province d'Ağri, et à vingt-deux kilomètres au sud du grand mont Ararat.
Au mois de mai 1948, de fortes pluies combinées à trois séismes avaient dévoilé la formation en la débarrassant de sa boue. Après l'observation faite par İlhan Durupınar, le gouvernement turc fut informé de cette découverte. Une délégation d'archéologues, qu'accompagnait George E. Vandeman, Ilhan Durupınar et le Dr. Brandenberger examina le site en septembre 1960. Après deux jours passés à creuser et à dynamiter à l'intérieur de la formation à l'allure de bateau, l'équipe fut déçue de ne retrouver que de la terre et des rocs, et un communiqué officiel indiqua que le site était uniquement le fruit d'un caprice de la nature, sans intervention humaine.
Le site est resté ignoré jusqu'en 1977, lorsqu'il fut redécouvert et aménagé par l'explorateur et archéologue Ron Wyatt. Ce dernier passa les années 1980 à essayer d'intéresser d'autres personnes au site, y compris l'ancien astronaute James Irwin et le créationniste John Morris, aucun des deux n'ayant semble-t-il été convaincu.
En 1985, Wyatt fut rejoint par David Fasold et le géophysicien John Baumgardner pour une expédition, relatée dans The Ark of Noah, un ouvrage de Fasold. Le site, par rapport au mont Ararat, présente l'avantage d'être aisément accessible. Sans être une attraction touristique majeure, il reçoit un flot continu de visiteurs.

## Ancres de pierre

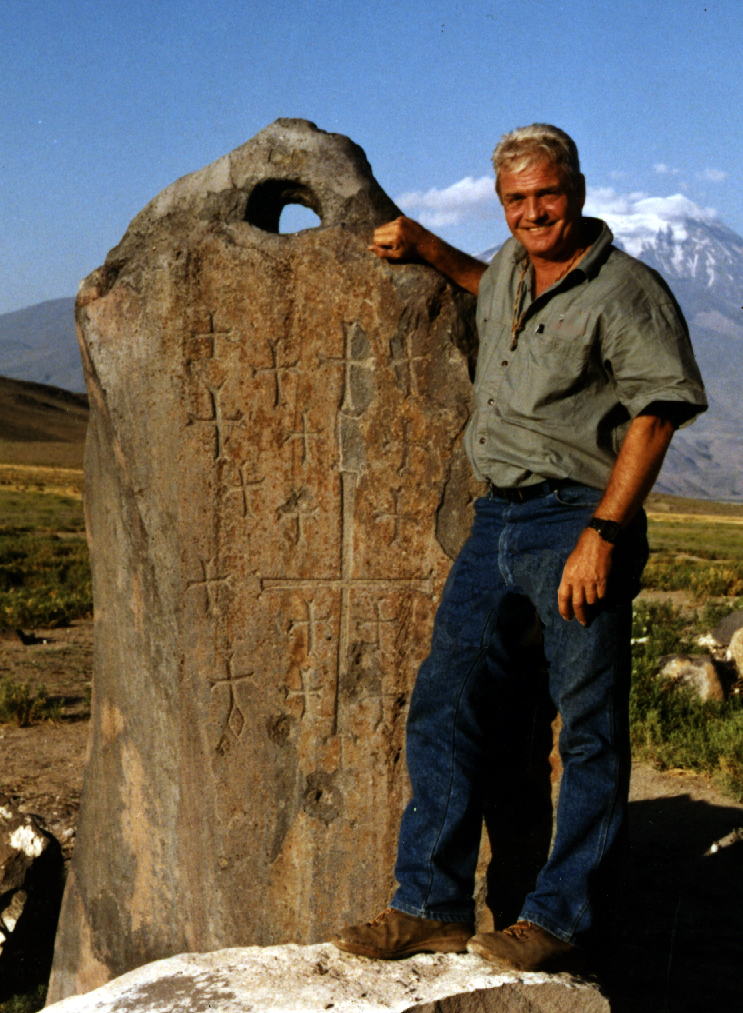
David Fasold posant à côté d'une ancre de pierre

L'archéologue amateur Ron Wyatt a mis en évidence, avec l'aide de David Fasold et d'autres, un certain nombre de grandes pierres dressées à proximité du site de Durupınar. Fasold interpréta les artefacts comme des ancres, des poids en pierre employés pour stabiliser l'Arche en mer agitée, en raison du fait qu'ils possèdent tous un trou chanfrein à une extrémité comme pour leur attacher une corde, et parce que l'existence de telles pierres était suggérée par sa lecture de l'Épopée de Gilgamesh, le récit mythique babylonien du Déluge.
Les ancres de pierre étaient un équipement des navires anciens. Elles ont été trouvées dans le Nil et ailleurs en Méditerranée et, à l'instar des pierres trouvées par Wyatt et Fasold, elles sont lourdes et plates avec un trou à une extrémité pour y attacher un cordage.
Une étude géologique des échantillons des pierres, publiée par le géologue Lorence Collins et coécrite avec David Fasold, a suggéré qu'elles sont formées de roche locale et donc peu susceptibles d'avoir été transportées sur le site depuis la Mésopotamie, lieu d'origine supposé de l'Arche. Des pierres similaires ont été mises au jour en ancienne Arménie et sont reconnues pour être des « pierres sacrées » païennes converties à un usage chrétien (beaucoup se trouvent dans des cimetières chrétiens) par l'ajout de croix et d'autres symboles chrétiens.